# Colchische esdoorn
Colchische esdoorn of Kolchische esdoorn (Acer cappadocicum, synoniemen: Acer laetum, Acer colchicum en Acer lobelii) is een soort uit de zeepboomfamilie (Sapindaceae). In Italië komt rond de Golf van Napels de ondersoort Acer cappadocicum subsp. lobelii voor. In Nederland worden alleen cultivars aangeplant.

## Determinatie
Colchische esdoorn is een boom die een hoogte kan bereiken tot 30 m. In de Benelux wordt ze maar 15 m hoog. De plant heeft een grijze bast, donkergroene twijgen en knoppen. De bladeren zijn vijf- tot zevenlobbig en glanzend groen. Ze worden 8–14 cm groot. De 5–7 cm brede, driehoekige lobben zijn lang toegespitst en niet getand. De 5–10 cm lange bladsteel bevat melksap. De groengele bloemen verschijnen tegelijk met het blad. De plant bloeit begin mei met rechtopstaande, 6 cm lange tuilen. De vruchtvleugels staan in een stompe hoek.

## Ecologie
Colchische esdoorn heeft een voorkeur voor humusrijke, zure grond.

## Verspreiding
Het natuurlijke verspreidingsgebied van Colchische esdoorn is disjunct. Het Aziatische deel strekt zich uit over Turkije, de Noordelijke en Zuidelijke Kaukasus, Tadzjikistan, Afghanistan, Irak, Assam, Nepal, Pakistan, Myanmar, Tibet alsmede Noord- en Zuid-Centraal-China. Het Europese deel van het natuurlijke verspreidingsgebied is klein en omvat enkel Italië. In Spanje is de soort ingeburgerd.

## Cultivars
Acer cappadocicum 'Aureum'
Heeft in de lente en de herfst goudgele bladeren.
Acer cappadocicum 'Rubrum'
De jonge bladeren zijn eerst rood, daarna groen. Ook de twijgen zijn rood.

### Vermeerdering
De cultivars worden vegetatief vermeerderd door oculeren op zaailingen van dezelfde soort of door afleggers of zomerstekken.

## Ziekten
Colchische esdoorn kan aangetast worden door meeldauw (Uncinula bicornis) en luizen.
... · 
A. buergerianum (drietandesdoorn) · 
A. campestre (Spaanse aak) · 
A. capillipes (slangenesdoorn) · 
A. cappadocicum (Colchische esdoorn) · 
A. caudatum · 
A. ginnala (amoeresdoorn) · 
Acer griseum · 
A. japonicum · 
A. monspessulanum (montpelieresdoorn) · 
A. mono · 
A. negundo (vederesdoorn) · 
A. palmatum (Japanse esdoorn) · 
A. platanoides (Noorse esdoorn) · 
A. pseudoplatanus (gewone esdoorn) · 
A. rubrum (rode esdoorn) · 
A. saccharinum (witte esdoorn) · 
A. saccharum (suikeresdoorn) · 
A. tegmentosum · 
...